# Richard Lefrançois
Pour les articles homonymes, voir Lefrançois.
Richard Lefrançois, né à Québec en décembre 1944 et mort à Sherbrooke le 8 mai 2020, est un sociologue canadien ayant principalement fait sa marque en gérontologie.
Il a été détenteur d'un B. A. ès Sc. soc. avec majeure en sociologie, à l'Université d'Ottawa, puis d'une Maîtrise et d'un Ph.D. dans cette même discipline à l'Université Laval.

## Biographie
Après avoir terminé  ses études de premier cycle à la Faculté  des sciences sociales de l'Université d'Ottawa, Richard Lefrançois est recruté comme chercheur junior à la Commission royale d'enquête sur le bilinguisme et le biculturalisme (le tome 1 du rapport est déposé à Ottawa en 1967 sous le titre : 1763-1969 le spectre d’une armée bicéphale). Parallèlement, il s'inscrit à la maîtrise en sociologie à l'Université Carleton où il remplit des charges d'enseignement. Puis, de 1969 à 1972, il exerce la fonction de Directeur du service de la recherche au Conseil des œuvres et du bien-être de Québec (devenu Centraide en mars 1975). Il enseigne jusqu'en 1985 au Département de travail social de l'Université de Sherbrooke, avant d'être rattaché au département de psychologie. Il obtient le rang de professeur titulaire de gérontologie à l'Université de Sherbrooke, en même  temps que le titre de chercheur senior à l'Institut universitaire de gériatrie de Sherbrooke (1984 - 2004). Il complète son Ph.D. en 1979.
Outre ses réalisations en gérontologie, résumées plus loin, il compte à son actif  une étude comparative en sociologie de la recherche sociale (conjointement avec des chercheurs de l'université de Caen, dont Claude Martin, François LePoultier et Marc-Henry Soulet). Spécialisé également en méthodes et techniques de recherche, il publie quelques articles dans ce domaine, un manuel de méthodologie scientifique appliquée à la gérontologie, puis un dictionnaire de la recherche en sciences sociales. Il mène des études observationnelles en milieu carcéral sur la criminalité, des travaux en sécurité routière chez les automobilistes aînés (étude de cas-témoins) et sur l'actualisation de leur potentiel en lien avec leur santé globale. Il collabore avec des équipes de chercheurs pour construire et valider divers instruments de mesure, avant de coordonner l'étude longitudinale québécoise multi-cohortes sur le vieillissement psychosocial (ELQUEV, 1997 - 2003). Richard Lefrançois est le concepteur du premier programme canadien de doctorat en gérontologie.
À sa retraite à partir de septembre 2004, il prononce des conférences, intervient dans des colloques, participe à des reportages et à des documentaires. Il tient une chronique mensuelle au journal La Tribune jusqu'en juin 2013, ainsi qu'un blog gérontologique http://tribune-age.over-blog.com.
En 2011, l'Association québécoise de gérontologie lui décerne le prix reconnaissance Nicolas Zay pour souligner son engagement en recherche, en formation et en vulgarisation scientifique. Il est finaliste au grand prix du livre de la Ville de Sherbrooke (2006) pour son essai Les Nouvelles Frontières de l'âge.
Il décède à Sherbrooke en mai 2020.

## Contribution à la gérontologie
- Si vous ne connaissez pas le sujet, laissez ce bandeau (vous pouvez alors contacter les auteurs).
- Si vous supprimez le contenu mis en cause (vous pouvez préalablement contacter les auteurs),

argumentez précisément cette suppression dans la page de discussion
(un manque de référence n'est pas un argument ; une recherche réelle de référence doit avoir été effectuée, être formellement documentée).
Dans Introduction à la psychologie positive (Paris, Dunod, 2014), Jacques Lecomte rapporte que Richard Lefrançois "considère l'avènement du vieillissement humain comme une quatrième  révolution (après la montée du néolibéralisme, l'explosion des technologies et les progrès de la génétique)". Pour  Lefrançois, le XXIe siècle marque effectivement l'entrée en scène d'une figure inédite, l'Homo senectus  (Voir sur le web dans Libération, l'article de Jean-Christophe Féraud, Homo Senectus, 17 février 2013). Ce personnage est l’aboutissement d’une longue marche historique au cours de laquelle la durée de vie moyenne des individus ne cesse de se rapprocher https://www.liberation.fr/futurs/2013/02/17/homo-senectus_882552 de celle de la longévité maximale de notre espèce, arbitrairement fixée à 122 ans selon la performance attestée de la doyenne de l'humanité, la Française Jeanne Calment. Douze attributs principaux caractérisent ce nouvel acteur emblématique des temps modernes dont il trace le contour à la fois comme sujet vieillissant et comme catégorie sociale distincte. Longévité, espérance de vie, centenaire, transmission, engagement social, tels sont les concepts fétiches émergents.

### Attributs

#### Démographiques
En Occident, au tournant des années 1980, le vieillissement démographique (élévation du ratio personnes âgées/population totale: augmentation relative) et la gérontocroissance (hausse de l'effectif des personnes âgées dans la population: augmentation absolue) connaissent une poussée exceptionnelle (Voir l'intervention de Claude-Michel Loriaux au Séminaire IDC, plateforme de Paris, "Du vieillissement démographique à la solidarité intergénérationnelle : plaidoyer pour un nouveau contrat social", 2019). Ces faits apparentés sont attribuables à l'avènement du régime post-transition (voir : transition démographique), notable dans les pays développés, lequel est caractérisé par l'accentuation du déficit démographique global et par l'accélération du vieillissement populationnel, soit l'accroissement de l'âge moyen. (Voir numéro  de juin 2009 du "Le monde diplomatique"). Le fait que l'espérance de vie à la naissance des Occidentaux ait doublé en l'espace de 150 ans est un phénomène unique dans l'histoire de l'humanité. Aller plus loin encore relève du défi. Selon Olshanski, Carnes et Desquelles, cela dépendra de notre capacité de ralentir notre horloge biologique produisant les désordres moléculaires dans l'organisme, ce qui paraît hautement improbable (cité dans Les nouvelles frontières de l'âge, page 76. Olshansky, S. J., Carnes, B. A. et Désesquelles, A. (2001), «Prospects for human Longevity», Science, n° 291, p. 1491-1492.
Sur le plan de la prospective démographique, l'on assiste à l'allongement de l'espérance de vie (cette réduction de la mortalité suscite un gonflement d'effectif au sommet de la pyramide des âges), induite en grande partie par l'avancée en âge de la génération du baby boom (personnes nées entre 1946 et 1960) et la chute sensible du taux de natalité (vieillissement par le bas). Localement, les flux migratoires contribuent à l'irruption du vieillissement démographique et de la gérontocroissance, même s'ils jouent habituellement un rôle marginal à cet égard.
Dans Les Nouvelles Frontières  de l'âge, quand Lefrançois évoque le « vieillissement sociétal », il parle aussi de « sénescence de la société et de la culture occidentale » (Lefrançois, 2004, chapitre 13). En nous livrant sa perception personnelle du fonctionnement et de l’avenir des sociétés qui seraient affectées par le vieillissement, il opte en définitive pour une adhésion au clan des « pessimistes » de notre prologue et propose une  analyse qui prend le parti de personnifier la société. Nous pensons, au risque de nous répéter, qu’il serait plus pertinent de considérer, sans jugement moral, le vieillissement sociétal comme un « fait social total », c’est-à-dire une logique qui met « en branle la totalité de la société et de ses institutions » pour reprendre les termes de la définition de Marcel Mauss (source : Laurent Nowik, L'Avancée en âge dans les sociétés de la longévité, thèse doctorale, Paris, Nanterre, 2016).

#### Sanitaires
L'amélioration générale du bilan sanitaire des aînés, surtout avant l'âge de 75 ans, a pour retombée positive de différer la période de l'entrée en incapacité. C'est ce qui explique qu'une majorité d'eux vivent à leur domicile de façon autonome. Non seulement les dysfonctionnements physiques ou psychiques sont-ils retardés, mais la dépendance fonctionnelle requérant une prise en charge lourde et coûteuse se voit écourtée (compression de la morbidité) ; les progrès de l'intervention médicale pluridisciplinaire, la mise en œuvre des nouveaux outils de prévention, de dépistage et de soins, dont des thérapies et médicaments plus performants, de bénéfiques comportements de santé adoptés par les aînés (responsabilisation citoyenne) et des mesures hygiéniques plus efficaces expliquent pour l'essentiel ce succès. (Voir Hébert, R., & Arcand, M. Précis pratique de gériatrie, 3e édition, Maloine, Montréal, 2007). Mais tous les aînés n'ont pas de conduite irréprochable. Outre, les facteurs étiologiques reliés à la génétique, les mauvaises habitudes de vie (alcoolisme, malbouffe, tabagisme et toxicité environnementale) sont notamment évoqués et pointés du doigt.
En revanche, montent en flèche les pathologies neurodégénératives (par exemple, maladie d'Alzheimer, maladie de Parkinson), d'autres types de déficits cognitifs (par exemple, altération de la mémoire, de la perception et de l'organisation de la pensée). Les maladies chroniques persistent certes en raison de l'hypervieillissement (cancer, diabète, ACV, etc.), ce qui inclut celles altérant la psychomotricité (par exemple, ostéoporose, arthrite, troubles du sommeil, chutes avec fractures, incontinence urinaire, dénutrition). Malgré leur prégnance ce qui occasionne des besoins grandissants en soins de longue durée (CHSLD au Québec), ces troubles de la vieillesse surviennent plus tardivement et sont mieux contrôlés;

#### Socio-économiques
Se distinguent des modes et parcours de vie de plus en plus novateurs et hétérogènes (qu'il s'agisse de la féminisation de la vieillesse due notamment à la surmortalité masculine, de l'engagement socio-économique versus solitude et isolement ou de la participation communautaire versus déprise et désengagement). Lefrançois relève au chapitre de ce vieillissement différentiel trois grands profils : acteur (solidarisation, fort engagement, don de soi), spectateur (consommation, accent sur les loisirs, réalisation de soi) et décrocheur (exclusion, retrait de la vie sociale, perte de soi); 
Le temps de la vie passé à la retraite est encore en légère progression dans l'Occident au détriment de celui de la vie active (tenant compte de l'entrée légèrement plus tardive des jeunes sur le marché de l'emploi, de la réduction des heures ouvrées toutes causes confondues). Mais la situation évolue rapidement, au gré des politiques sociales qui fluctuent d'un pays à l'autre, des pressions pour instaurer de nouveaux seuils et des inégalités suscitées par l'économie. Cette retraite bonifiée et allongée est certes attribuable à une meilleure espérance de vie, une réalité qui un jour ou l'autre est appelée à fléchir. Pour l'instant, la durée de la retraite se maintient donc en dépit du nombre accru de personnes vieillissantes qui choisissent de reporter leur départ à la retraite, ou de retraités qui optent pour un retour écourté sur le marché de la main-d'œuvre;
La contribution éducative et socio-économique des personnes aînées, directe ou indirecte, est significative (par exemple, mentorat, transmission intergénérationnelle ou patrimoniale, bénévolat, grand-parentalité, travail post-retraite, consommation de biens et services de toutes sortes, transfert successoral, investissements financiers ou placements).
Lorsque l'économie mondialisée ou locale traverse des périodes d'instabilité (récession, abrupte volatilité des marchés), le vieillissement a cette capacité de déployer la fonction de soupape et de stimulant ce qui a pour effet d'amortir les effets délétères de ces soubresauts. L'injection de nouvelles liquidités émanant pour une large part des caisses de retraite et des fonds des aînés permet alors de revitaliser plusieurs pans d'activité en mal de rentabilité. Ce flux d'investissement alimente en même temps un lucratif marché pour seniors qualifié de Silver Economy (par exemple, tourisme, rénovation domiciliaire en période creuse, soins de santé et d'hébergement collectif) incluant de nouveaux créneaux tels les produits anti-aging, la télé-assistance médicale, les services éducatifs (par exemple, l'Université du troisième âge), la domotique et les services de promiscuité.
Ici comme ailleurs, les clivages s'observent, la richesse étant inégalement répartie. Se profilent donc des sous-groupes de personnes âgées confrontées à des crises chroniques ou éprouvant des épisodes d'insécurité économique et sociale sévères (par exemple, celles en précarité financière à cause de leur handicap physique ou psychologique, de leur endettement, de leur illettrisme, de leur toxicomanie ou dépendance au jeu de hasard). L'auteur de Vieillesses oubliées documente abondamment cette réalité, statistiques et déclarations à l'appui. Malgré des progrès notables à la faveur de programmes sociaux mieux ciblés et de l'entraide communautaire, des poches d'aînés résistent à l'appauvrissement et à la réinsertion sociale. Ces clientèles voient leur revenu s'éroder. Du même coup se délitent leurs fâcheuses conditions de vie.

#### Socio-culturels
Chez la plupart des 55 ans et plus, l'engagement social demeure hautement valorisée et convoitée, tant dans la sphère familiale (par exemple, grand-parentalité, soutien financier des proches, mesure de répit pour la famille) que citoyenne (par exemple, bénévolat, militantisme, transfert du savoir et des traditions). En participant massivement lors d'élections ou de référendums (voire à leur organisation), ils contribuent à maintenir et renforcer ces institutions démocratiques fondamentales.
On ne s'étonnera point qu'ait émergé une culture senior caractérisée par la prolifération de mouvements sociaux identitaires et de groupes communautaires de personnes retraitées fondés sur le loisir, la vie éducative et culturelle (par exemple, fédération regroupant des clubs de l'âge d'or, association de généalogie, sportive ou artistique), la solidarité de type inter-génération, la préservation des droits et acquis sociaux (par exemple, défense du droit au logement, du droit au travail, la protection contre l'expulsion domiciliaire et la revendication de conditions matérielles et existentielles décentes) et la revendication de l'égalité sociale (par exemple, lutte contre les préjugés, l'âgisme, la maltraitance et l'exploitation sous toutes ses formes, y compris la cybercriminalité et celle de source familiale).
Enfin, on ne dénombre plus les personnes aînées qui ont négocié le virage technologique. Elles se sont vite familiarisées avec le numérique et sa panoplie d'applications, les médias sociaux, la téléphonie mobile et l'internet (par exemple, messagerie, commandes et règlements de la facturation en ligne, photographie et vidéo, principalement).

### Idées et points de vue
Dans son ouvrage phare, Les Nouvelles Frontières de l'âge (2004), Richard Lefrançois présente une anthropologie positive et constructive de la gérontologie. Son approche pluridisciplinaire livre une réflexion humaniste et globalisante sur la vieillesse, comme expérience biographique, et le vieillissement, comme phénomène socio-démographique. Il démonte des mythes ancrés de la vieillesse en invoquant des particularités de la culture postmoderne (par exemple, effritement des idéologies, perte des repères identitaires, religieux ou culturels, jeunisme, déni de la vieillesse et refoulement de la mort) et en insistant sur l'influence réciproque des personnes aînées et du reste de la société dans d'innombrables sphères d'activité (technologie, économie, soutien familial, transmission de connaissances et des traditions, notamment).
Selon l'auteur, il est erroné et inopportun de réduire l'expérience de la vieillesse à un cumul de pertes ou d'épreuves, à une étape charnière de la vie jalonnée par la dépendance fonctionnelle, l’inutilité sociale ou l'érosion des compétences. Chez la majorité des personnes aînées, le potentiel de croissance demeure fondamentalement intact, même à un âge avancé ou en dépit de conditions ou circonstances défavorables. Le vécu de la vieillesse tient plutôt à un paradoxe au sens où, d'une part, s'observe la fragilisation progressive de l’individu au fil du temps (diminution de certaines habiletés motrices, vulnérabilité accrue aux maladies et incapacités) mais où, d'autre part, s'enchaînent des acquisitions (enrichissement de la maturité intellectuelle, sagesse, créativité et nouvelles connaissances et expériences de vie), sans oublier la contribution socio-économique à la société. S'opère pour ainsi dire une combinaison compensatoire de gains et de pertes (Voir : Sous la direction de P. Baltès et M. Baltès, Successful Aging: Perspectives from the Behavioral Sciences, 1990).
Quant au vieillissement envisagé à l'échelle socio-démographique, il est abusif de se le représenter comme une contre-valeur, un problème à résoudre ou un fardeau social. Car l'apport socio-économique des aînés se révèle hautement significatif et plus précieux que jamais, sinon incontournable.
Il n'empêche que la gestion du vieillissement individuel et du vieillissement démographique figure parmi les grands enjeux et défis du XXIe siècle. Des débats inédits surgissent de toutes parts, des questionnements foisonnent qui mettent en relief ou en opposition des discours scientifiques hélas tranchés, en plus des représentations médiatisées elles aussi trop souvent polarisées et stéréotypées sur cette réalité. Ainsi, tandis que les triomphalistes célèbrent la vie longue et moussent les vertus de la retraite active et engagée (par exemple, temps libéré pour les loisirs, les voyages, la spiritualité, le partage du savoir, l'entraide), les alarmistes s'inquiètent de leurs conséquences sur les finances de l'État, en l'occurrence la viabilité des systèmes publics de santé et la pérennité des régimes collectifs de retraite. Les chantres de l'apocalypse redoutent également qu'avec l'affluence des personnes âgées et l'avènement des sociétés sénescentes déferle une vague de conservatisme susceptible de ralentir l'élan intrinsèque d'innovation technologique et sociale, voire d'induire l'ascension d'un pouvoir gris.
Dans son dernier essai souligné plus haut, Vieillesses oubliées (2009), Richard Lefrançois lève le voile sur le phénomène méconnu ou sous-estimé de la précarisation et de l'exclusion sociale chez de nouvelles couches de personnes âgées particulièrement fragiles ou vulnérables. Il se penche sur l'appauvrissement et les conditions de vie particulièrement difficiles des réfugiés, des personnes immigrantes, des sans-abri et toxicomanes, des analphabètes et des joueurs compulsifs.
Il distingue quatre catégories d'âge correspondant aux dernières étapes du cycle de vie. La pré-vieillesse (senior) qui s'étend de 50 à 64 ans; la petite vieillesse (troisième âge) : 65 à 79 ans; la grande vieillesse (quatrième âge) : 80 à 94 ans; et l'extrême vieillesse, soit 95 ans ou plus (cinquième âge), ce qui englobe les centenaires et les supercentenaires (110 ans ou plus). Les 80 ans ou plus affichent depuis deux décennies une progression en effectif absolument inouïe, du moins en Occident.
Dans un billet publié sur un blogs du Le Monde diplomatique, Richard Lefrançois discerne dans l'émergence de l'Homo senectus des opportunités inespérées de métisser les âges de la vie. C'est un laboratoire précieux pour tester la solidité de notre solidarité intergénérationnelle et de notre attachement à la « vie longue » et épanouie, en même temps qu'à notre  humanitude .

## Publications
En plus de ses essais, manuels et rapports de recherche, Richard Lefrançois compte au-delà d'une centaine d'articles scientifiques (avec comité de lecture), une cinquantaine d'articles publiés dans les journaux, de nombreux écrits diffusés dans des revues de vulgarisation et des billets dans plusieurs blogs. Il a aussi participé à plusieurs émissions télévisées, tant au Québec qu'à l'étranger, sans compter des reportages et des documentaires sur le vieillissement. Il a prononcé au-delà de 125 conférences ou communications scientifiques au Canada ou à l'étranger.

### Principaux ouvrages et chapitres de livre
- Lefrançois, R. & Soulet, M.-H. Le Système de la recherche sociale: La recherche sociale dans l'État, Presses de l'Université de Sherbrooke et Cahiers de le recherche en travail social de l'Université de Caen, 1983.
- Lefrançois, R. Dictionnaire de la recherche scientifique, Sherbrooke, Les Éditions Némésis, 1991[9].
- Lefrançois, R. Stratégies de recherche en sciences sociales (applications à la gérontologie), Montréal, Presses de l'Université de Montréal, 1992[10].
- Lefrançois, R. Les Nouvelles Frontières de l’âge, Montréal, Presses de l’Université de Montréal, 2004[11].
- Lefrançois, R. Sociologie du vieillissement. Dans, R. Hébert & M. Arcand, Précis pratique de gériatrie, 3e édition, Montréal, Edisem, Maloine, p. 51-63, 2007[12].
- Lefrançois, R. La grande vieillesse ; chance ou déchéance? Dans M. Charpentier et A. Quéniart, Vieillissement, retraite et engagement citoyen, Montréal, Presses de l’Université du Québec, pp. 57-75, 2007.

- Lefrançois, R. Vieillesses oubliées (Insécurité économique et sociale des aînés). Sherbrooke, Les Éditions GGC, 2009[13].

- Lefrançois, R. Grammaire des métarécits sur la vieillesse (chapitre 1: p. 21-47). Et, L'homo senectus, figure emblématique des temps modernes (chapitre 6: p. 141-160). Sous la direction de Hachimi Sanny Yaya, La réponse de la science médicale au "devenir vieux". Prolongévisme, transhumanisme et biogérontologie, Québec, Les Presses de l'Université Laval, 2012.

### Sélection d’articles
- Lefrançois, R. Pluralisme méthodologique et stratégies multi-méthodes en gérontologie, Canadian Journal on Aging. 14, hors série 1, p. 52-67, 1995.
- (en) Lefrançois, R., & D’Amours, M. Exposure and risk factors among elderly drivers : A case-control study. Accident Analysis and Prevention, 29 (3), p. 267-275, 1997[14].
- Lefrançois, R., D'Amours, M. La performance des automobilistes âgés dans les situations de conduite difficile, La Revue canadienne du vieillissement, 16(2), p. 320-336, 1997.
- Lefrançois, R., Hébert, R., Dubé, M., Leclerc, G., Hamel, S., & Gaulin, P. Incidence à un an de l’entrée en incapacité et de la récupération de l’autonomie fonctionnelle chez les octogénaires, Revue d’épidémiologique et de santé publique, 48, p. 137-144, 2000[15].
- (en) Lefrançois, R., Leclerc, G., Hamel, S., & Gaulin, P. Stressful life events and psychological distress of the very old: does social support have a moderating effect?  Archives of Gerontology and Geriatrics, 31(3), p. 243-255, 2000[16].
- Lefrançois, R., Dubé, M., Leclerc, G., Hamel, S., & Gaulin, P. Ressources psychosociales, événements transitoires et qualité de vie des personnes vieillissantes, Santé mentale au Québec, 26(1), p. 242-273, 2001[17].
- Lefrançois, R. Les événements de vie critiques dans la vieillesse en tant qu’épreuves préfigurant la mort. Frontières, 13(2), p. 76-81, 2001[18].
- Lefrançois, R. Une génération bouc émissaire, Relations (Le vieillissement : un spectre?), 714, février, p.14-15, 2007.
- Lefrançois, R. La postmodernité et sa promesse de béatitude, Revue québécoise de psychologie. (numéro spécial sur le bonheur) 28(1), p. 183-207, 2007[19].
- Lefrançois, R. Les sociétés vieillissantes changent la face du monde. Blog du Le Monde diplomatique, le 3 juin, 2011.